# Микколи, Фабрицио
Фабрицио Микколи (итал. Fabrizio Miccoli; 27 июня 1979, Нардо) — итальянский футболист, нападающий.

## Карьера
Фабрицио Микколи родился в городе Нардо, однако его детство прошло в Сан-Донато ди Лечче. Он начал свою карьеру выступая за молодёжный состав «Милана». Позже, из-за тоски по родному дому, он покинул ряды «россонери» и попробовал устроиться в «Лечче», но там его не взяли из-за слишком маленького роста. В возрасте 16-ти лет он пришёл в клуб «Казарано», а через год дебютировал в основе команды, выступавшей в серии С1. В свой первый сезон в новом клубе Микколи забил 8 голов. В 1998 году Фабрицио перешёл в стан «Тернаны». Там он выступал 3 сезона, забив 32 гола, из которых 15 мячей в последнем сезоне в клубе.
Летом 2002 года Микколи перешёл в «Ювентус», заплативший за трансфер форварда 7,5 млн евро. После чего сразу был отдан в аренду в клуб «Перуджа», в составе которого дебютировал в серии А, забив 9 голов чемпионате и 5 в Кубке Италии, где стал лучшим бомбардиром первенства. Вернувшись в «Юве», Микколи провёл хороший сезон, регулярно выходя на замену и подменяя игроков, которые отдыхали после травм и выступления клуба в Лиге чемпионов, где Микколи также забил 1 гол, поразив ворота «Олимпиакоса».
Однако завоевать место в составе «Старой Синьоры» Микколи так и не смог, и в августе 2004 года он перешёл в «Фиорентину», которая заплатила 7 млн евро за 50 % прав на футболиста. В составе «фиалок» Микколи провёл 35 матчей и забил 12 голов, последний в ворота «Брешии», чем помог клубу «не вылететь» в серию В. По окончании сезона «Фиорентина» и «Ювентус» провели аукцион, в котором решалась дальнейшее продолжение карьеры Микколи. В нём «Ювентус» победил, предложив 6,7 млн евро за трёх игроков, Мареску, Кьеллини и Микколи, что на 1,5 млн больше, чем могли предложить «фиалки», несмотря на то, что Микколи хотел остаться в «Фиорентине». Сам Микколи назвал возвращение в «Ювентус» «трагедией», а также сделал несколько заявлений, возмутивших болельщиков «Старой Синьоры».

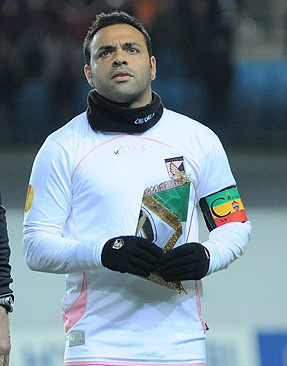
Микколи в «Палермо»

В 2005 году Микколи был отдан в аренду в португальский клуб «Бенфика», за 900 тыс. евро. В составе лиссабонского клуба он выступал в Лиге чемпионов, где забил 2 гола, один из которых ударом «ножницами» в ворота «Ливерпуля», выведший его клуб в 1/4 финала соревнования. Летом 2006 года арендное соглашение было продлено за 250 тыс. евро. В новом сезоне он забил 10 голов в 22-х матчах чемпионата Португалии, став одним из любимых игроков у болельщиков клуба. Португальский период карьеры Микколи также характеризовался многочисленными проблемами со здоровьем игрока. Доходило до того, что Фабрицио хотел бросить футбол, и только поддержка жены помогла ему продолжить карьеру.
5 июля 2007 года клуб «Палермо» выкупил трансфер Микколи за 4,3 млн евро; он подписал контракт на 3 года. Первый гол за клуб Микколи забил в ворота «Ливорно», уже во втором туре чемпионата Италии. Также очень важный мяч Микколи забил в ворота «Милана», на 93-й минуте игры принеся победу своей команде. Всего за сезон он провёл 23 игры, часто выходя на замену после восстановления от многочисленных травм. В сезоне 2008/2009 Микколи, после ухода Амаури, стал главной «ударной» силой команды. Он забил за сезон 14 голов, став одним из лучших бомбардиров итальянского первенства, побив свой собственный бомбардирский рекорд. В том же сезоне Микколи в матче с «Кьево» надел повязку капитана «Палермо», получив её от травмированного Фабио Ливерани. 30 мая 2009 года Микколи продлил контракт с клубом до 2012 года. Летом было объявлено, что Микколи стал «полноценным» капитаном команды, а Ливерани — вице-капитаном. 13 декабря 2009 года Микколи забил в ворота «Милана», во время игры его заменили, и публика на Сан-Сиро начала аплодировать игроку чужой команды, признавая высокий класс игры форварда. 27 марта 2010 года Фабрицио сделал хет-трик в игре с «Болоньей». 12 марта, в матче с «Сампдорией», футболист получил тяжёлую травму колена и выбыл из строя на 3 месяца. Лишь 30 сентября форвард вновь вышел на поле, но сыграв лишь 43 минуты попросил замену.
В гостевом матче с «Лечче» Микколи был заменён в перерыве из-за того, что чувствовал сильную ностальгию по родному городу и не мог выступать в полную силу; он сказал, что такое состояние у него всегда во время игры в родном регионе.
24 ноября 2012 года Микколи забил гол в ворота «Катании», ставший для футболиста 100-м, забитым в серии А.
9 июля 2015 года Микколи в составе мальтийской «Биркиркары» забил один из мячей в ворота армянского «Улисса» в Лиге Европы, чем помог своей команде одержать выездную победу 3:1 и пройти в следующий раунд. 16 декабря 2015 года Микколи объявил о завершении карьеры игрока.

## Международная карьера
В составе сборной Италии Микколи дебютировал 12 февраля 2003 года в товарищеской игре против Португалии, сделав голевой пас на Бернардо Корради. 30 марта 2004 года Микколи, вновь в матче с Португалией, забил мяч прямым ударом с углового. В ноябре 2004 года Микколи забил свой второй мяч за сборную, поразив ударом со штрафного ворота Финляндии. С приходом на пост главного тренера сборной Марчелло Липпи, Микколи перестал вызываться в состав «Скуадры Адзурры». Всего в составе национальной команды он провёл 10 матчей и забил 2 гола.
В 2010 году Микколи ждал приглашения от Марчелло Липпи в состав сборной на чемпионат мира, однако Марчелло отказался вызывать футболиста в расположение национальной команды. От этого решения Микколи был очень расстроен. Причиной плохого отношения Липпи к Микколи стали нападки форварда на Лучано Моджи и на всё руководства «Ювентуса», после того, как Фабрицио был продан руководством «Старой Синьоры».

## Личная жизнь
У Микколи есть брат, Федерико, также являющийся футболистом и нападающим.
Микколи женат, супругу зовут Флавиана. Фабрицио познакомился с ней, когда ему было 17 лет, а ей 14. У пары есть дочь, Суами, названная, в переводе с хинди, «Для любви». Она родилась в марте 2003 года. В июне 2008 года у них родился сын Диего, которого назвали в честь Марадоны.
Микколи большой фанат рестлинга: 17 мая 2009 года, празднуя гол в ворота «Лацио», он надел маску рестлера, Рея Мистерио.
Микколи является поклонником Марадоны, в 2010 году он, на аукционе, купил серёжку Диего за 25 тыс. евро.

## Уголовное преследование
20 октября 2017 года судья по предварительному слушанию суда города Палермо Вальтер Туртуричи приговорил Микколи к 3,5 годам заключения по обвинению в вымогательстве при отягчающих обстоятельствах (попытка вернуть долг €12000 посредством помощи мафии).

## Статистика
на 24 ноября 2012
| Сезон   | Клуб       | Лига     | Чемпионат | Чемпионат | Кубок | Кубок | Континт. | Континт. |
| Сезон   | Клуб       | Лига     | Игры      | Голы      | Игры  | Голы  | Игры     | Голы     |
| ------- | ---------- | -------- | --------- | --------- | ----- | ----- | -------- | -------- |
| 1996/97 | Казарано   | Серия С1 | 27        | 8         | ?     | ?     | —        | —        |
| 1997/98 | Казарано   | Серия С1 | 30        | 11        | ?     | ?     | —        | —        |
| 1998/99 | Тернана    | Серия В  | 30        | 1         | 2     | 0     | —        | —        |
| 1999/00 | Тернана    | Серия В  | 33        | 9         | 7     | 0     | —        | —        |
| 2000/01 | Тернана    | Серия В  | 23        | 7         | 2     | 0     | —        | —        |
| 2001/02 | Тернана    | Серия В  | 34        | 15        | 4     | 3     | —        | —        |
| 2002/03 | Перуджа    | Серия А  | 34        | 9         | 6     | 5     | 2        | 2        |
| 2003/04 | Ювентус    | Серия А  | 25        | 8         | 6     | 1     | 6        | 1        |
| 2004/05 | Ювентус    | Серия А  | 0         | 0         | 1     | 0     | 0        | 0        |
| 2004/05 | Фиорентина | Серия А  | 35        | 12        | 4     | 0     | —        | —        |
| 2005/06 | Бенфика    | Примейра | 17        | 4         | 0     | 0     | 6        | 2        |
| 2006/07 | Бенфика    | Примейра | 22        | 10        | 0     | 0     | 11       | 3        |
| 2007/08 | Палермо    | Серия А  | 22        | 8         | 0     | 0     | 1        | 0        |
| 2008/09 | Палермо    | Серия А  | 30        | 14        | 1     | 0     | —        | —        |
| 2009/10 | Палермо    | Серия А  | 35        | 19        | 3     | 3     | —        | —        |
| 2010/11 | Палермо    | Серия А  | 21        | 9         | 4     | 1     | 3        | 0        |
| 2011/12 | Палермо    | Серия А  | 28        | 16        | 0     | 0     | 2        | 1        |
| 2012/13 | Палермо    | Серия А  | 12        | 5         | 1     | 2     | —        | —        |

## Достижения

### Командные
- Обладатель Суперкубка Италии: 2003
- Обладатель Суперкубка Португалии: 2005

### Личные
- Лучший бомбардир Кубка Италии: 2003 (5 голов)

## Награды
- Почётный гражданин муниципалитета Корлеоне: 24 сентября 2009 года[34]